# Автобіографія Чарльза Дарвіна
Автобіографія Чарльза Дарвіна (англ. The Autobiography of Charles Darwin) — автобіографія англійського натураліста Чарльза Дарвіна, опублікована в 1887 році, через п'ять років після його смерті. Книгу, яку він назвав «Спогади про розвиток мого розуму і характеру», Дарвін вперше адресував для своєї родини. Робота тривала, як стверджувалось, від 28 травня 1876 року до 3 серпня того ж року.
Пізніше твір був відредагований його сином Френсісом Дарвіном, який вилучив кілька пасажів про критичні погляди Дарвіна на Бога і християнство. Вона була опублікована в Лондоні Джоном Мюрреєм як розділ книги «Життя і листи Чарльза Дарвіна», включаючи автобіографічний розділ. Вилучені уривки пізніше були відновлені правнучкою Дарвіна, Норою Барлоу, у виданні 1958 року, присвяченому 100-річчю публікації «Походження видів». Це видання було опубліковане в Лондоні видавництвом Collins під назвою «Автобіографія Чарльза Дарвіна 1809—1882». З відновленням оригінальних пропусків. Під редакцією та з додатками й примітками його онуки Нори Барлоу.
Оригінал зараз знаходиться в суспільному надбанні, оскільки термін дії авторського права закінчився, але пізніші видання досі під літерою закона. Обидві версії доступні онлайн на сайті Darwin Online.